# Trimenia
Trimenia je jediný rod čeledi Trimeniaceae nižších dvouděložných rostlin, náležející do řádu Austrobaileyales. Jsou to dřeviny se vstřícnými jednoduchými listy a nenápadnými květy, vyskytující se od jihovýchodní Asie přes východní Austrálii po Tichomoří.

## Popis
Zástupci rodu Trimenia jsou stromy, keře i liány, dorůstající výšky až přes 20 metrů. Listy jsou jednoduché, vstřícné, řapíkaté, celokrajné nebo na okraji zubaté. Palisty chybějí. Na ploše čepele jsou průsvitné tečky. Květenství jsou vrcholová nebo úžlabní, vrcholíky, hrozny nebo laty. Květy jsou jednopohlavné nebo oboupohlavné, drobné, květní lůžko je slabě vyklenuté. Okvětí je tvořeno 10 až 38 spirálně uspořádanými, nerozlišenými, sepaloidními okvětními lístky. V průběhu vývoje květu okvětí postupně opadává. Tyčinek je 7 až 25 a jsou uspořádané ve spirále. Nitky tyčinek jsou stejně dlouhé nebo kratší než prašníky. Semeník je svrchní, tvořený nejčastěji jediným plodolistem (výjimečně jsou přítomny 2 apokarpní plodolisty) a obsahuje jediné vajíčko. Plodem je dužnatá peckovice.

## Rozšíření
Rod Trimenia zahrnuje 5 druhů. Je rozšířen od východní části jihovýchodní Asie (Sulawesi, Moluky) a Nové Guiney přes východní Austrálii po tichomořské ostrovy včetně Nové Kaledonie. Vyskytují se nejčastěji jako nevelké stromy a liány v tropických lesích středních a vyšších poloh.

## Ekologické interakce
Květy Trimenia nejsou vonné a neprodukují nektar. Pyl je suchý. Nebyl zjištěn žádný opylovač, při přenosu pylu nejspíše hraje roli vítr.
Dužnaté plody vyhledávají a rozšiřují ptáci.

## Taxonomie
Rod Trimenia byl popsán v roce 1871 a byl považován zprvu za příbuzný s čeledí Ternstroemiaceae (dnes součást čeledi Pentaphylacaceae), později s Monimiaceae. Samostatná čeleď Trimeniaceae se v taxonomii poprvé objevuje v roce 1917. V klasických botanických systémech (Cronquist, Dahlgren, Tachtadžjan) je řazena do řádu vavřínotvaré (Laurales). V systému APG je zprvu ponechána nezařazená do řádu v rámci bazálních dvouděložných, v systému APG III 2009 je zařazena spolu s čeleděmi klanopraškovité (Schisandraceae) a Austrobaileyaceae do řádu Austrobaileyales v rámci skupiny 3 starých vývojových větví nižších dvouděložných rostlin, nazvané anita group.

## Význam
Dřevo Trimenia papuana je lokálně využíváno na stavby. Listy slouží v jihovýchodní Asii při léčbě úplavice.